# ホルヘ・ルイス・ボルヘス
ホルヘ・フランシスコ・イシドロ・ルイス・ボルヘス・アセベード（Jorge Francisco Isidoro Luis Borges Acevedo、、1899年8月24日 - 1986年6月14日）は、ホルヘ・ルイス・ボルヘス（Jorge Luis Borges [ˈxoɾxe ˈlwis ˈboɾxes]）として知られるアルゼンチン出身の作家、小説家、詩人。特に『伝奇集』などに収録された、夢や迷宮、無限と循環、架空の書物や作家、宗教・神などをモチーフとする幻想的な短編作品によって知られている。彼の評価は1960年代の世界的なラテンアメリカ文学ブームによって確立され、その作品は20世紀後半のポストモダン文学に大きな影響を与えた。

## 経歴

### 出自と学歴
1899年、ボルヘスは教養ある中産階級の家庭に生まれた。出生した場所はブエノスアイレスの中心区であったが、それから間もなく一家は同都市郊外のパレルモに転居している。父 ホルヘ・ギリェルモ・ボルヘス・ハズラムは弁護士であり、また外国語教師養成学校で英語を使った心理学の講義も受け持っていた。父方は、イタリア系やユダヤ系の血が流れており、セファルディム・ユダヤ人の末裔に当たる。ボルヘス自身はとりわけイギリスとユダヤの血を誇りにしていた。祖母はイングランド人であり、その英語は母親譲りのものであった。ボルヘスの母レオノール・アセベド・スアレスはウルグアイの旧家の出で敬虔なカトリックであった。母方の祖先にはヨーロッパからの南アメリカの植民に大きく関わった軍人もおり、家族はしばしばボルヘスに彼らの英雄譚を話して聞かせた。
家庭では英語とスペイン語の2言語が同じように使われていた。一家にはまた文学的伝統が受け継がれており、父方の先祖には何人かの詩人、文学者もいた。父は幾つかの文学作品の執筆を試みており、父方の祖母も80を過ぎてゴールズワージーやH・G・ウェルズに親しむ大変な読書家だった。その読書のほとんどが英語だった母は、夫が死んだ後にはサローヤンの『人間喜劇』やホーソーンの短編、ジョン・リードの美術論などを翻訳しており、ボルヘスは後年、彼自身のものとされているメルヴィル、フォークナー、ウルフの翻訳は彼女の手によるものだと述べている。彼女はボルヘスがのちに視力を失ってからも、口述筆記をし、替わりに手紙の返事を書き、旅行に同行するなどして彼の秘書役を務めた。
父の書庫には5000冊を越える膨大な蔵書があり、ボルヘスは幼い頃からここに出入りして、マーク・トウェイン、ポー、ウェルズ、ロングフェロー、ディケンズ、『ドン・キホーテ』（最初は英訳で読んだという）、グリム童話、『千夜一夜物語』などを英語で読み、スペイン語ではアルゼンチンの無法者やガウチョを描いた作品を好んで読んでいた。6歳の頃から見よう見まねで物語を書き始め、10歳のときにはワイルドの「幸福な王子」をスペイン語に訳し日刊紙「エル・パイス」に掲載されたが、「ホルヘ・ボルヘス」と署名されていたため周囲の人間は父親によるものだと思ったらしい。ボルヘスは父親の教育方針で学校教育を受けず、当初はイギリス人の家庭教師に付いていたが、9歳から市内の小学校に編入している。
1914年、第一次世界大戦勃発の前夜に、ボルヘス一家はスイスのジュネーヴに渡った。父親の眼の治療のためと、ボルヘスおよび妹のノラの進学のためである。ボルヘスはカルヴァン学院（Collège Calvin, 正式名Collège de Genève）の中等科に進んだ。授業ではラテン語、フランス語が使われており、これに加えてボルヘスはドイツ語を独習しハイネやマイリンク、ショーペンハウアーなどを読んでいた。その後一家は、アルゼンチンに戻ることを決めるが、その前にスペインで1年間生活することに決め、1919年にスペイン・バルセロナに移った。すでに1918年にカルヴァン学院でバカロレア資格を取っていたボルヘスは創作に専念し、バルセロナでは『ギリシャ』誌を中心とする前衛的な文学運動ウルトライスモに参加した。スペイン滞在中にボルヘスはエッセイ集と詩集を書いたが、いずれも出版はせず破棄してしまった。

### 作家活動

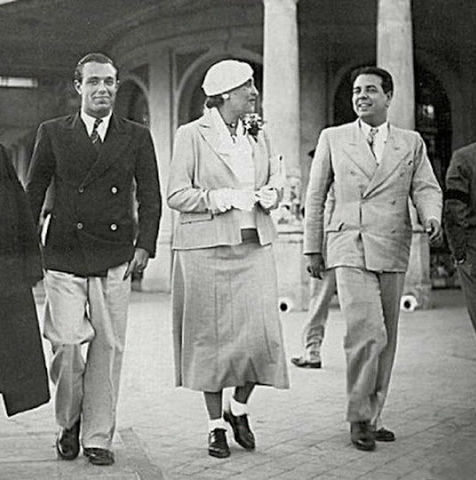
1935年、マル・デル・プラタで並んで歩くボルヘス、ビクトリア・オカンポ、アドルフォ・ビオイ・カサレス

1921年3月、一家とともにブエノスアイレスに帰郷したボルヘスは本格的な作家活動を開始し、この年に若い作家を集めて壁雑誌『プリスモ』を発行した。これはただ一枚の紙に印刷したものを街中の壁に貼ったもので、第1号には「ウルトラニスモ宣言」が載せられている（2号で終刊）。ボルヘスは当初ウルトラニスモの立場を鮮明にしていたが、後に初期の活動を強く後悔することになる。著名な批評家ビクトリア・オカンポの後援を受け、1923年に処女詩集『ブエノスアイレスの熱狂』を出版。1930年までの間に3冊の詩集と4冊のエッセイを刊行、3種の雑誌を刊行し、このうち3番目のエッセイ『アルゼンチン人の言語』がブエノスアイレス市民文芸賞の第二席となった。ボルヘスは賞金で得た経済的余裕を利用し、隣人であった無名の詩人エバリエスト・カリエゴの伝記を1年を使って執筆している。
1932年にはアドルフォ・ビオイ・カサレスと知り合い、数年後からアンソロジーの編集や注釈、小説の翻訳や雑誌の刊行など、様々な仕事を彼と共同で行なうようになった。ビオイ・カサレスはボルヘスより13歳年下で当時はまだ17歳だった。一方で、ボルヘスは共同作業を始めたころにはすでにビオイのほうが師になっていた、と述べている。二人は後に互いの曽祖父の名前を組み合わせたペンネーム「オノリオ・ブストス・ドメック」を使い、『ドン・イシドロ・パロディの六つの問題』などの探偵小説も執筆している。
1933年から34年にかけて、ボルヘスは実在した人物の伝記を潤色して作った短編集『汚辱の世界史』を発表しており、自伝エッセイではこの作品が彼の短編作家としての「真の出発」点と見なされている。ただしこの作品は当初は全く売れなかった。1935年、短編「アル・ムターシムを求めて」を発表。これは架空の小説を紹介する形式で書かれたもので、ボルヘスの代表的な作品群の原型となるものであった。1937年、ボルヘスはブエノスアイレス市立図書館の司書となり初めて定職についたが、仕事量の極めて少ない閑職で、ボルヘスは勤務時間の多くを読書と作品の執筆に費やした。仕事は楽だったものの、自分の存在の小ささを味わわされた市立図書館勤務時代の9年間をボルヘスは「濃厚な不幸の九年」だったと述べている。この時期に、ヴァージニア・ウルフ『オーランドー』（スペイン語訳、1937年）を出版している。他にウルフ作品は『自分だけの部屋』を訳している。
1938年、父が死去した年に、ボルヘスは開け放たれた窓に頭をぶつけて大怪我を負い、1ヶ月の間生死の境をさまよった。これによって以前までの言語能力を失ったのではないかと恐れた結果、書きなれている詩や評論ではなくまず短編小説を試してみようと考え、これによって「『ドン・キホーテ』の著者、ピエール・メナール」が書かれた。続けて「トレーン、ウクバール、オルビス・テルティウス」「バベルの図書館」など代表的な短編が書かれ、1942年に作品集『八岐の園』として刊行、1944年にさらに9編からなる『工匠集』を加え『伝奇集』として刊行された。同年、アルゼンチン作家協会より栄誉大賞を贈られる。
1946年にフアン・ドミンゴ・ペロンが政権を握ると、政権に抵抗したという理由で図書館の館員から公共食肉市場の検査官に転属させられたため、ボルヘスは職を辞した。10年に及ぶペロン時代はボルヘスにとって苦悩の日々であり、母は自宅監禁の身となり、妹と甥は刑務所に一ヶ月投獄され、ボルヘス自身も絶えず刑事の尾行に付きまとわれていた。ただし、彼はこの時期アルゼンチンにとどまっており、なかでも国内およびウルグアイへの移動を除いて、ほとんどブエノスアイレスにとどまっていた。職を辞したボルヘスはこれによって失業の身となったが、文名は徐々に上がり始めており、1950年アルゼンチン作家協会会長に選出されると、アルゼンチン・イギリス文化協会と自由高等専門学校で講義を持つ身となった。

### 晩年と私生活
1955年、革命の成功によりペロンが失脚し、ボルヘスは周囲の推薦によって新政権からアルゼンチン国立図書館の館長に任命された。翌年にはブエノスアイレス大学の英米文学教授にも就任する。教授職は1964年に辞したものの、その後も無給で講義は行っていた。また1955年以降、国内外から各種の栄誉や賞を贈られるようになり、国内での読者数も大幅に増加して、名声は高まっていった。
しかしこの頃にはボルヘスの視力はかなり衰えており、20代からの度重なる手術の甲斐なく50年代末には盲目同然となっていた。ボルヘスの失明は遺伝性のもので、父もまた手術を重ねた末晩年に視力を失っている。盲目となって以降作品は口述筆記によって作成し、また記憶だけを頼りにして作ることができる定型詩を好んで作るようになった。晩年には古代英語と古代アイスランド文学の研究に没頭した。
ボルヘスの作品は1950年代以降、ロジェ・カイヨワが中心となってフランスに翻訳紹介され次第にその名が知られるようになった。1961年にはサミュエル・ベケットとともに第一回国際出版賞（フォルメントール賞）を受賞し国際的名声を得る。その後マドニーナ賞（1966年）、エルサレム賞（1972年）、セルバンテス賞、チーノ・デル・ドゥーカ世界賞（1980年）、レジオン・ド・ヌール勲章（1983年）などを受賞している他、オクラホマ大学、コロンビア大学、オックスフォード大学等から名誉博士号を受けている。ただし、生前から非常に評価が高かったにもかかわらず、ノーベル文学賞を受賞することはついになかった。ボルヘスはノーベル賞を受賞できなかった代表的な文豪の一人とされ、同賞の選考に批判的な立場からしばしばこの例が引用されることがある。

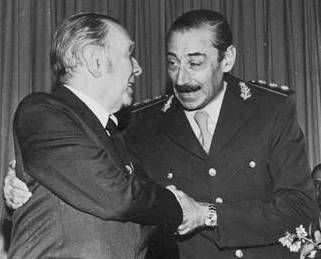
軍事政権のビデラ大統領と

政治的には保守的な傾向を公にし、フアン・ドミンゴ・ペロンと彼に代表されるペロン主義には一貫して激しい嫌悪感を示していた。一方で、1955年と1976年にペロニスタの政権を打倒した軍事政権については、反ペロン主義の立場からこれを歓迎し、このため左派や国外からは激しく非難されることがあった。なかでも1976年に隣国チリで独裁者のアウグスト・ピノチェトから勲章を受け取ったことはとりわけ強い非難の対象となり、これが右翼的と見なされ、ノーベル文学賞の受賞を逃す原因となったとの見解も存在する。
1924年以降フォルメントール賞の受賞まで、ボルヘスは国内移動や隣国ウルグアイ旅行を除きほとんどブエノスアイレスから出なかったが、フォルメントール賞受賞後、アメリカのテキサス大学オースティン校が1961年にボルヘスに半年間の講師の職を提供したのを皮切りに、その後毎年のようにアメリカやヨーロッパ諸国などに招かれるようになった。1965年3月から4月にフランス国営放送のラジオ番組「フランス・キュルチュール ボルヘスとの対話」が放送された。
ボルヘスは1967年に旧友エルサ・アステテ・ミジャンと結婚したが、しかし教養のない彼女との共同生活はうまくいかず、1970年に離婚。1973年にペロンが帰国し大統領選挙に当選すると即座に国立図書館長を辞任した。1975年には母レオノールが死去した。
1972年以降ボルヘスは、さらに外国訪問の機会を増やしていき、ブエノスアイレスよりもむしろ国外での滞在に重点を置くようになっていった。1979年に国際交流基金の招きで来日した、1984年にも再度来日した。1979年の滞在記録は『旅人への贈り物　ボルヘス日本滞在誌』で刊行。1984年から1986年にかけオスバルド・フェラーリと多くの対話での著述を行った。
1985年、死期を悟ったボルヘスはジュネーブに向かい、その地で教え子でありボルヘスの個人的な助手を務めていた日系人マリア・コダマと1986年4月に再婚した。同年6月、肝臓癌により死去。遺体はジュネーブのプランパレ墓地に葬られている。

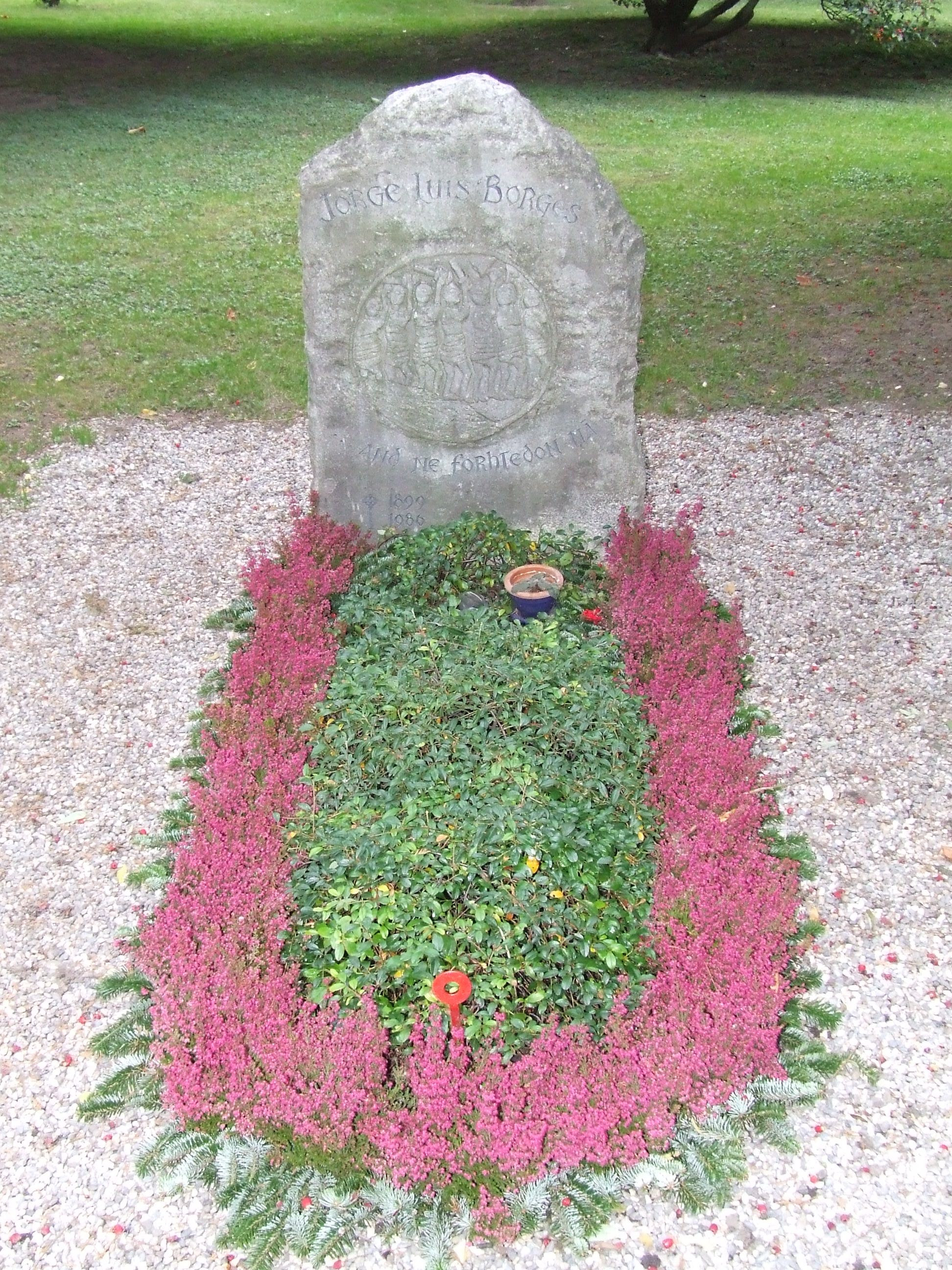
ジュネーヴのプランパレ墓地にあるボルヘスの墓

没後、ボルヘス作品の著作権などは未亡人であるマリア・コダマが所有し、3年後の1989年にコダマは、ホルヘ・ルイス・ボルヘス国際財団を設立し、以後コダマが財団理事長をつとめている。マリアは2023年3月26日に、アルゼンチン・ブエノスアイレス州ビセンテロペスで死去した。

## 作風

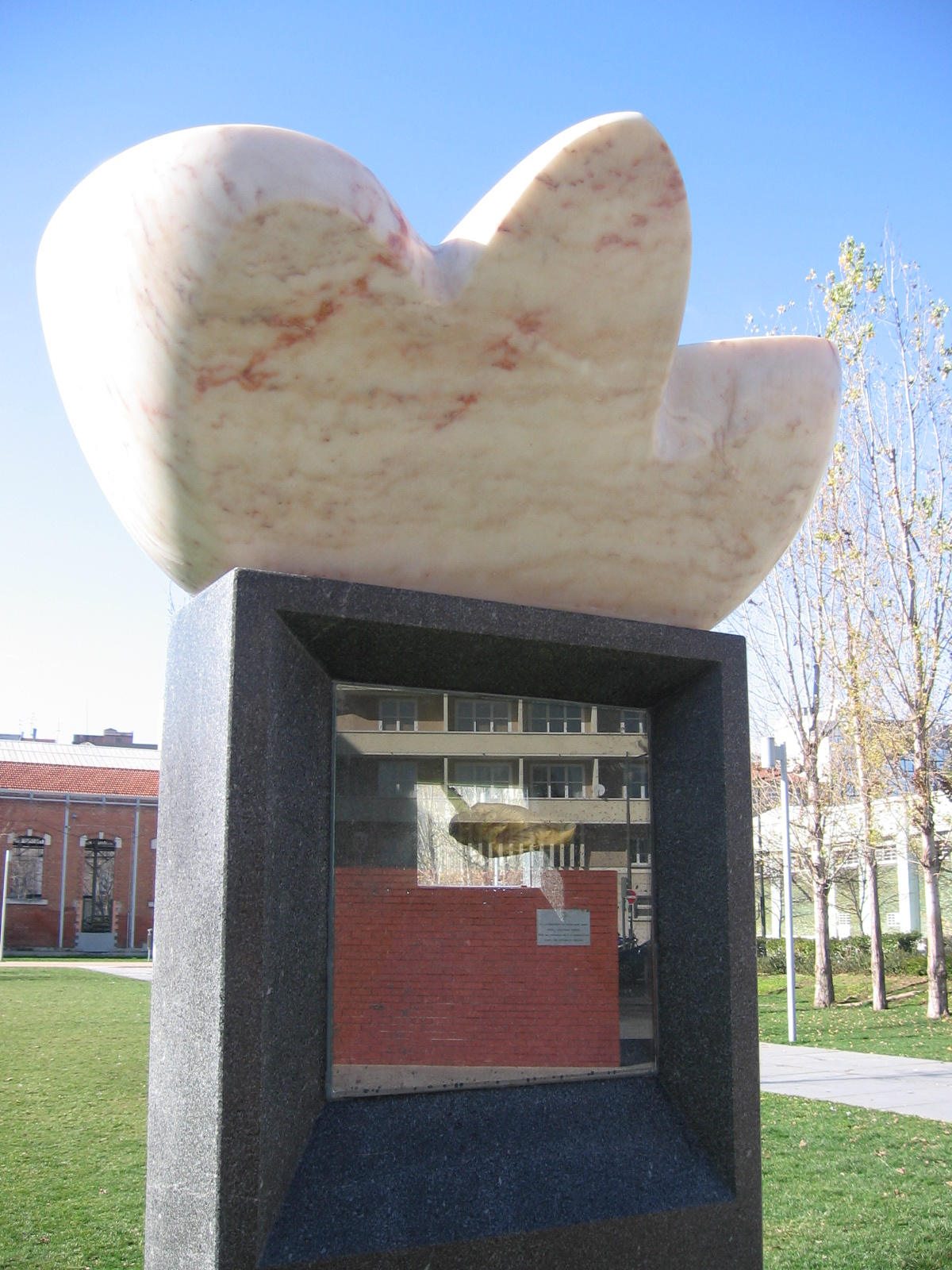
リスボンにあるボルヘス記念碑

小説家としてのボルヘスはその作家生活において長編小説を一度も書かなかった。彼の最も長い小説「会議」（『砂の本』収録）でも、せいぜい10数ページ（日本語訳で2-30ページ程度）しかない。彼は若い頃から節約された言葉と明快な構成を持つ短編小説の形式を愛しており、簡潔な文章で異常な世界を描く彼の作風は1960年代のラテンアメリカ文学ブームで有名になった「マジック・リアリズム」の代表的な例としばしば見なされている。
詩作品も含め、ボルヘスの作品の多くに見られるモチーフは、円環（「円環の廃墟」）、無限（「エル・アレフ」）、鏡（「トレーン、ウクバール、オルビス・テルティウス」）、迷宮（「八岐の園」）などであり、作品の中では人智を超越した不思議な出来事がしばしば扱われる。例えば「記憶の人、フネス」は、自分の知覚したこと、経験したことすべてを完全に記憶している男を巡る物語である。「円環の廃墟」では夢によって一人の人間を創造しようとする男が登場する。「隠れた奇跡」は、作家が銃殺の直前、神の恩寵によって停止した時間を与えられ、その時間の中で彼は未完の詩劇を完成させる。「エル・アレフ」では宇宙のすべてを見通すことができる一地点が登場し、「他者」では60歳のボルヘスが10代の自分自身と邂逅する。
またボルヘスの作品では架空の書物や作家がしばしば主題に設定されている。彼が自分の作風を確立した「アル・ムターシムを求めて」は、架空の作家による小説『アル・ムターシムを求めて』についての書評として書かれた擬似エッセイの形を取っており、「『ドン・キホーテ』の著者、ピエール・メナール」、「ハーバート・クエインの作品の検討」などでもこの形式で書かれている（ボルヘスが確立したこの形式はその後スタニスワフ・レムが『完全な真空』『虚数』などで踏襲した）。「トレーン、ウクバール、オルビス・テルティウス」は百科事典に記された架空の土地を巡る話であり、「八岐の園」では筋が分岐し幾つもの結末を持つ小説が登場する。「バベルの図書館」ではあらゆる書物をそのうちに含む図書館が、「砂の本」では無限のページを持つ一冊の本が扱われている。
このように該博な知識を基にした幻想的な物語が知られているボルヘスだが、その著作にはアルゼンチン文学の伝統に則り、ガウチョやコンパドリード（場末のならずもの）を主人公にしたマッチョ志向的とも呼べるような一連の作品もある。

## 著書一覧

### 小説・物語集
- 伝奇集 (Ficciones 1935-1944)
- 汚辱の世界史 (Historia universal de la infamia 1935)
- エル・アレフ (El aleph 1949)
- ボルヘスとわたし  (The Aleph and other stories 1933~1969 1970) - 三部構成で、自選の短篇20作と、自伝風エッセイ、ボルヘス自身の全収録作品の注釈
- ブロディーの報告書  (El informe de Brodie 1970)
- 砂の本 (El libro de arena 1975)
- シェイクスピアの記憶 (La memoria de Shakespeare 1983) - 最後の短編集

- ドン・イシドロ・パロディの六つの難事件 (Seis problemas para don Isidro Parodi 1942)　- オノリオ・ブストス・ドメックというペンネームで書かれた、アドルフォ・ビオイ＝カサーレスとの合作の探偵小説集
- 幻獣辞典 (El libro de los seres imaginarios 1967) - マルガリータ・ゲレロ(Margarita Guerrero)との共著
- 怪奇譚集 (Cuentos breves y extraordinarios 1967) - ビオイ＝カサレスとの共編

### 詩集
- ブエノスアイレスの熱狂  (Fervor de Buenos Aires 1923)
- 正面の月 (Luna de enfrente 1925)
- サン・マルティンの手帳 (Cuaderno San Martín 1929)
- 創造者 (El hacedor 1960)
- 陰翳礼賛 (Elogio de la sombra 1969)
- エル・オトロ、エル・ミスモ (El otro, el mismo 1969)
- 群虎黄金 (El oro de los tigres 1972)
- 永遠の薔薇 (La rosa profunda 1975)
- 鉄の貨幣 (La moneda de hierro 1976)
- 夢の本 (Libro de sueños 1976)

### 評論集
- 審問 (Inquisiciones 1925)
- エバリスト・カリエゴ (Evaristo Carriego 1930)　- ブエノスアイレス、タンゴについての最初期のエッセイ集
- 無限の言語 初期評論集 (El idioma infinito　1925)
- ボルヘスの「神曲」講義　 (Nueve ensayos dantescos)
- ボルヘスの北アメリカ文学講義　＜An introduction to American literature＞ (Introducción a la literatura norteamericana)
- ボルヘスのイギリス文学講義　＜An introduction to English literature＞ (Introducción a la literatura inglesa)
- 序文つき序文集＜in  Obras completas＞ (Prólogos con un prólogo de prólogos）
- 論議　＜Discusion＞
- 永遠の歴史 (Historia de la eternidad 1936)
- 続審問 (Otras inquisiciones 1937-1952)

### 講演集、紀行集
- ボルヘス・オラル (Borges oral 1979)
- 七つの夜 (Siete noches 1980)
- ボルヘス、文学を語る　詩的なるものをめぐって (This craft of verse)　- 晩年に行ったハーバード大学ノートン詩学講義
- アトラス (Atlas 1983) - 最晩年の世界旅行記

他に、ポー、カフカ、ヘッセ、キプリング、ウルフなどの作品のスペイン語訳が多数あり、『個人図書館』『バベルの図書館』『傑作短編小説集』の編著がある。

## 日本語訳
小説集
- 伝奇集・エル・アレフ・汚辱の世界史 （篠田一士訳、世界の文学9：集英社、1978年／ラテンアメリカの文学1：同、1984年）
  - 伝奇集 （集英社「現代の世界文学」、1975年）、初訳版[59]は1968年。
- 砂の本 （篠田一士訳、集英社、1980年、新版1987年。集英社文庫、1995年、新版2011年）、文庫は『汚辱の世界史』を併録
- 不死の人 （土岐恒二訳、白水社、1968年、改訳版1980年。白水Uブックス、1996年）、原題『エル・アレフ』
- ブロディーの報告書 （鼓直訳、白水社、1974年。白水Uブックス、1984年。岩波文庫、2012年）
- 夢の本 （堀内研二訳、国書刊行会〈世界幻想文学大系43〉、1983年、新版1992年。河出文庫、2019年）
- 伝奇集 （鼓直訳、福武書店、1990年。岩波文庫、1993年）
- エル・アレフ （木村榮一訳、平凡社ライブラリー、2005年）
- 悪党列伝 （中村健二訳、晶文社、1980年。「汚辱の世界史」岩波文庫、2012年）
- ボルヘスとわたし 自撰短篇集 （牛島信明訳、新潮社、1974年。ちくま文庫、2003年）
- アレフ（鼓直訳[60]、岩波文庫、2017年）
- シェイクスピアの記憶（内田兆史・鼓直訳[61]、岩波文庫、2023年）

詩集
- ブエノスアイレスの熱狂（鼓直・木村榮一訳、大和書房、1977年）
- 創造者 （鼓直訳、国書刊行会〈世界幻想文学大系15〉、1979年、新版2000年。岩波文庫、2009年）
- 永遠の薔薇 / 鉄の貨幣 （鼓直・清水憲男・篠沢真理訳、国書刊行会「文学の冒険シリーズ」、1989年）
- ボルヘス詩集（鼓直 訳編、思潮社〈海外詩文庫〉、1998年）- 新書版
- エル・オトロ、エル・ミスモ （斎藤幸男訳、水声社、2004年）- 『群虎黄金』を併録
- 闇を讃えて（斎藤幸男訳、水声社、2006年）
- ブエノスアイレスの熱情　ホルヘ・ルイス・ボルヘス初期詩集成（斎藤幸男訳、水声社、2008年） - 最初期の3詩集。『正面の月』、『サン・マルティンの手帳』を併録

評論集、講演集ほか
- エバリスト・カリエゴ （岸本静江訳、国書刊行会、1978年、新装版2002年）- 最初期の詩集＋エッセイ
- 異端審問 （中村健二訳、晶文社、1982年）
  - 続 審問（岩波文庫、2009年）- 改訳版
- 『ボルヘス・コレクション』（全6巻）、国書刊行会、2001年
  - 無限の言語　初期評論集（旦敬介訳）
  - ボルヘスの「神曲」講義（竹村文彦訳）
  - ボルヘスの北アメリカ文学講義（柴田元幸訳）
  - ボルヘスのイギリス文学講義（中村健二訳）
  - 論議（牛島信明訳）
  - 序文つき序文集（牛島信明訳）
- 永遠の歴史 （土岐恒二訳、筑摩書房〈筑摩叢書〉、1986年。ちくま学芸文庫、2001年）
- ボルヘス・オラル （木村榮一訳、書肆風の薔薇〈叢書アンデスの風〉、1987年、新装版・水声社、1991年）
  - 語るボルヘス（岩波文庫、2017年）
- 七つの夜 （野谷文昭訳、みすず書房、1997年。岩波文庫、2011年）
- ボルヘス、文学を語る　詩的なるものをめぐって（鼓直訳、岩波書店、2002年）
  - 詩という仕事について（鼓直訳、岩波文庫、2011年）
- アトラス－迷宮のボルヘス（鼓宗訳、現代思潮新社「エートル叢書」、2000年）
- ボルヘス・エッセイ集（木村榮一編訳、平凡社ライブラリー、2013年）

編著・共著
- バベルの図書館（国書刊行会。全30巻、1988年-1992年）、新編（全6巻）、2013年
- ボルヘスとの対話　リチャード・バーギンと（柳瀬尚紀訳、晶文社「晶文選書」、1973年）[62]
- ボルヘスとの対話　ジョルジュ・シャルボニエと（鼓直・野谷文昭訳、国書刊行会、1978年）
- 記憶の図書館―ボルヘス対話集成　オスバルド・フェラーリと（垂野創一郎訳、国書刊行会、2021年）
- 幻獣辞典　マルガリータ・ゲレロと（柳瀬尚紀訳、晶文社、1974年、新版1998年、2013年／河出文庫、2015年）
- ボルヘス怪奇譚集（アドルフォ・ビオイ＝カサーレス編、柳瀬尚紀訳、晶文社、1976年、新版1998年／河出文庫、2018年）
- ブストス＝ドメックのクロニクル　ビオイ＝カサーレスと（斎藤博士訳、国書刊行会、1977年、新版2001年）
- 天国・地獄百科　ビオイ＝カサーレスと（牛島信明ほか訳、書肆風の薔薇〈叢書アンデスの風〉、1982年、新装版・水声社、1991年）
- ドン・イシドロ・パロディ 六つの難事件　ビオイ＝カサーレスと（木村榮一訳、岩波書店、2000年／白水Uブックス、2024年）

## 関連作品
- ウンベルト・エーコ 『薔薇の名前』 - 盲目の図書館長ホルヘはボルヘスがモデルになっている。また、ニルダ・グリエルミ 『「バラの名前」とボルヘス　エコ、ボルヘスと八岐の園』がある。（谷口勇訳、而立書房、1995年）
- ルイス・フェルナンド・ヴェリッシモ 『ボルヘスと不死のオランウータン』 - ボルヘスを探偵役としたミステリ小説。（栗原百代訳、扶桑社ミステリー文庫、2008年）
- 版画家星野美智子が、ボルヘスを題材とした版画を多数作成、発表し装丁にも用いられた。
- ジャズサックス奏者、菊地成孔のアルバム『南米のエリザベス・テイラー』にはボルヘスの名前をそのまま冠した「ホルヘ・ルイス・ボルヘス」という曲が収められている。(ewe / 2005年)